# Glenmalure
Glenmalure (irisch Gleann Molúra) ist ein zwanzig Kilometer langes Trogtal in den Wicklow Mountains in Irland. Glenmalure ist eine beliebte Kletterregion. Von hier aus ist das Bergmassiv von Lugnaquilla erreichbar.
Einer der ersten Standorte einer Jugendherberge von An Óige, dem Jugendherbergsverband Irlands, befindet sich hier. Geschichtlich war Glenmalure als Ort der Schlacht von Glenmalure 1580 und der Irischen Rebellion von 1798.

## Geologie und Geographie
Glenmalure liegt im Süden der Wicklow Mountains und ist wohl das größte Tal in Irland, das durch einen Gletscher geformt wurde. Das Hangtal Fraughan Rock Glen geht in das Tal von Glenmalure. Diese landschaftliche Formung entstand in der letzten Kaltzeit. Das Tal selbst überdeckt eine geologische Formation aus Granit aus dem Ordovizium (ca. 450 Millionen Jahre) mit einem Pluton.
Das Tal erstreckt sich von Nordwesten nach Südosten. Im Westen befindet sich das Massiv von Lugnaquilla (925 m), östlich der Lugduff (652 m) und Mullacor (657 m).
Durch das Tal führt der River Avonbeg. An ihm entlang führt die Glen Road.
Die Spitze des Tals Glenmalure wird durch die Gletscherzunge am Camenabologue (758 m), des Table Mountain (702 m) und Conavalla (734 m) gebildet. Einige Moränen durchziehen das Gebiet.
Im Gebiet wurde Bergbau betrieben und insbesondere Blei gefördert.

## Erholungsgebiet
Glenmalure wird zum Bergsteigen und zu Bergwanderungen gerne genutzt. Das Glenmalure Youth Hostel, ist in den Sommermonaten geöffnet. Das 1903 errichtete Haus war vormals eine Jagdhütte. Noch heute kommt das Gebäude ohne fließend Wasser und Elektrizität aus.
Der 15 Kilometer lange Wanderweg Glenmalure Loop gilt als besonders sehenswerter Rundweg am Lugnaquilla entlang. Am Parkplatz von Baravore am Kopf des Tals beginnt der Weg und führt am Lugnaquilla und dem Hangtal Fraughan Rock Glen entlang zum Cloghernagh 800 m und zum Aussichtspunkt des Arts Lough (511 m) um dann wieder herab zum Fraughan Rock Glen zu führen.

## Geschichte
Im Tal von Glenmalure stand die Festung des Gabhal Raghnal, eines Clans der O’Byrne in der Baronie Ballinacor. 1274 ermordeten die O’Byrnes aus einem Hinterhalt eine Strafexpedition aus Dublin unter Führung des Priors von Kilmainham. 1580 kam es zur Schlacht von Glenmalure mit den größten Verlusten der englischen Armee in Irland. Ein Gedenkstein an der früheren Militärstraße ist in Erinnerung an die irischen Anführer Fiach MacHugh und Michael Dwyer aufgestellt.
Südlich der Kreuzung an der Straße nach Rathdangan und Aughrim liegen die Kasernen von Glenmalure, die von der britischen Armee errichtet wurden, nachdem sich zahlreiche Aufrührer während der irischen Rebellion von 1798 im Glenmalure versteckt hatten.

## Galerie

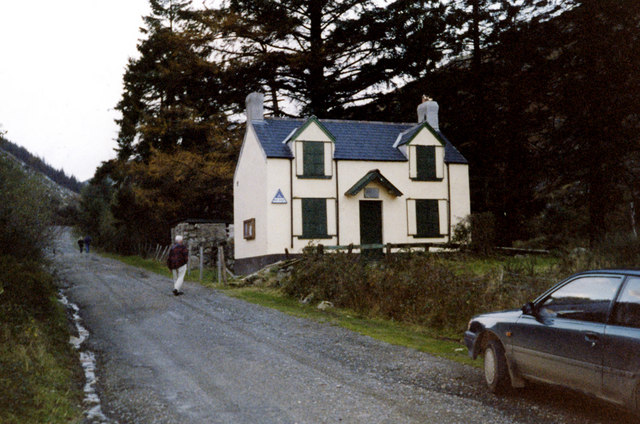
An Óige Jugendherberge bei Fraughan Rock Glen
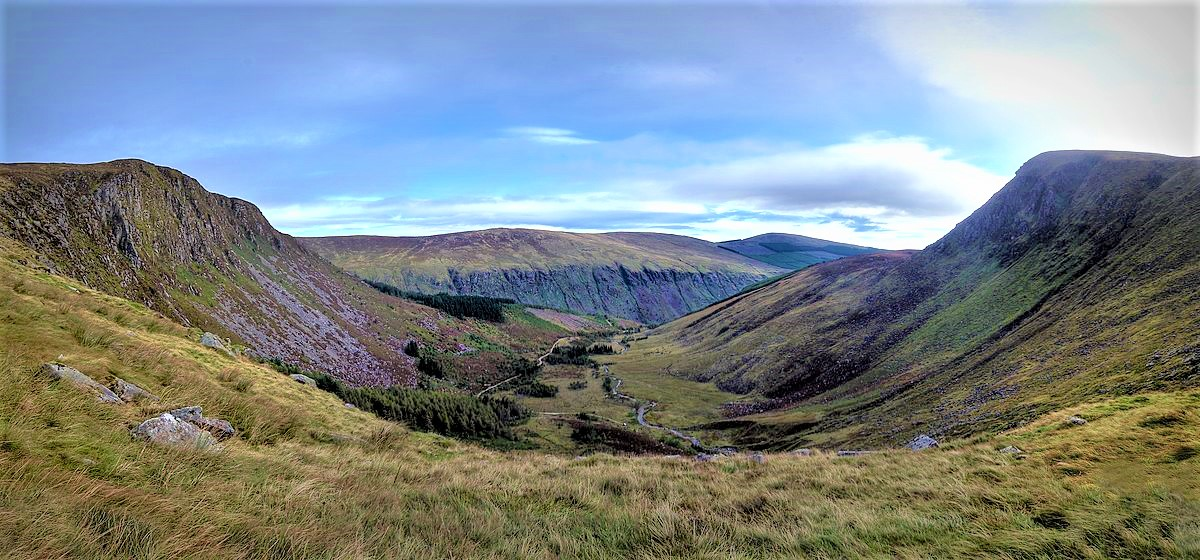
Blick durch Fraughan Rock Glen zum Lugduff
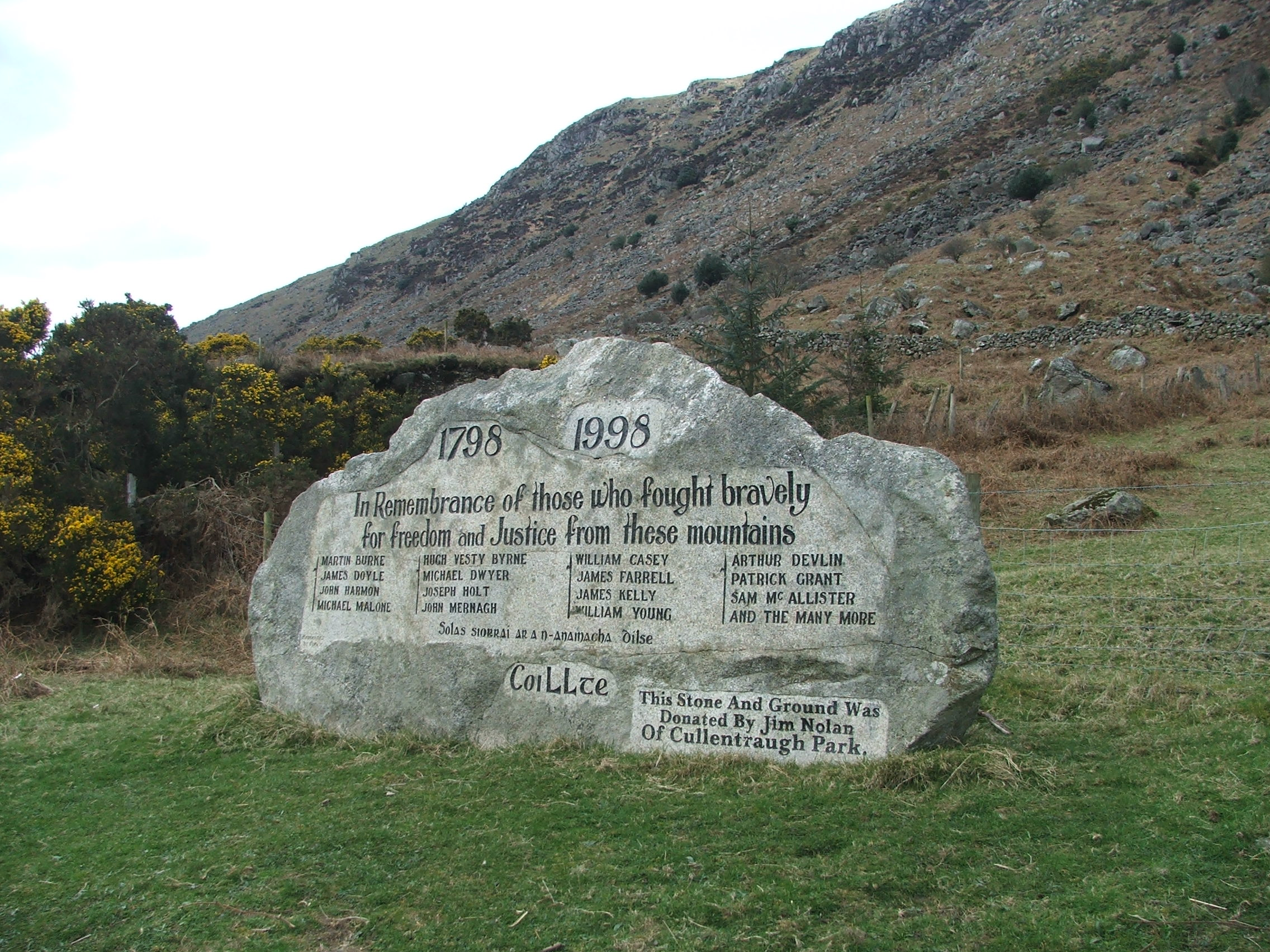
Glenmalure 1798 Erinnerungsstein
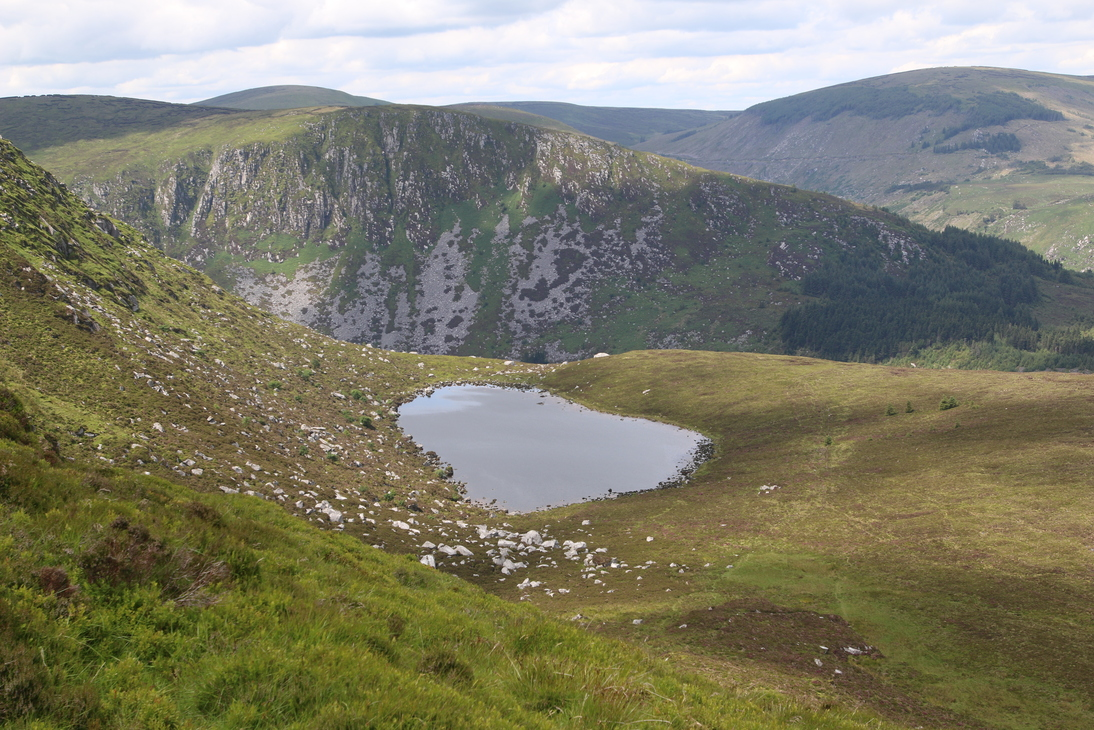
Arts Lough mit dem Conavalla hinten rechts
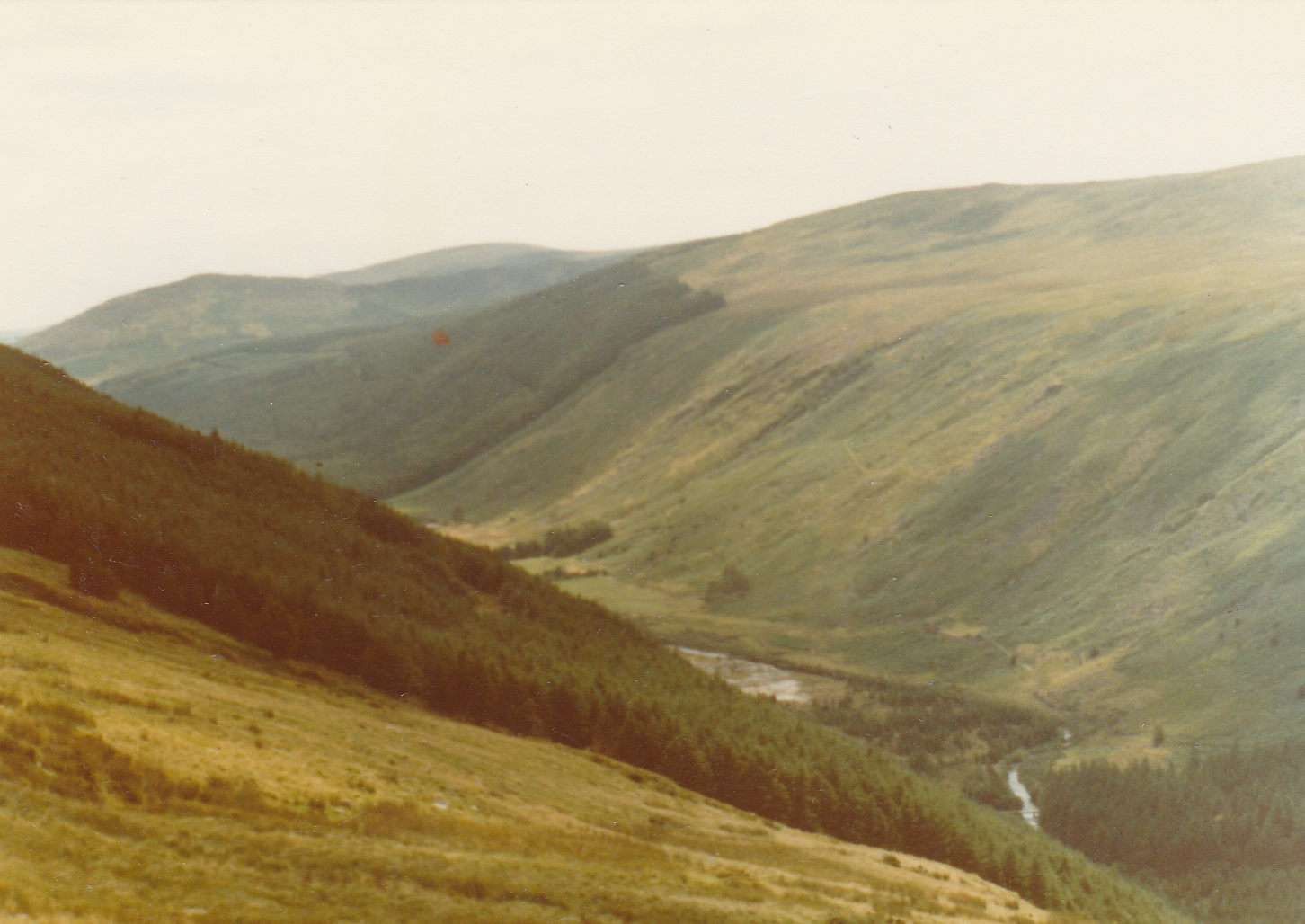
Blick nach Südosten im Tal
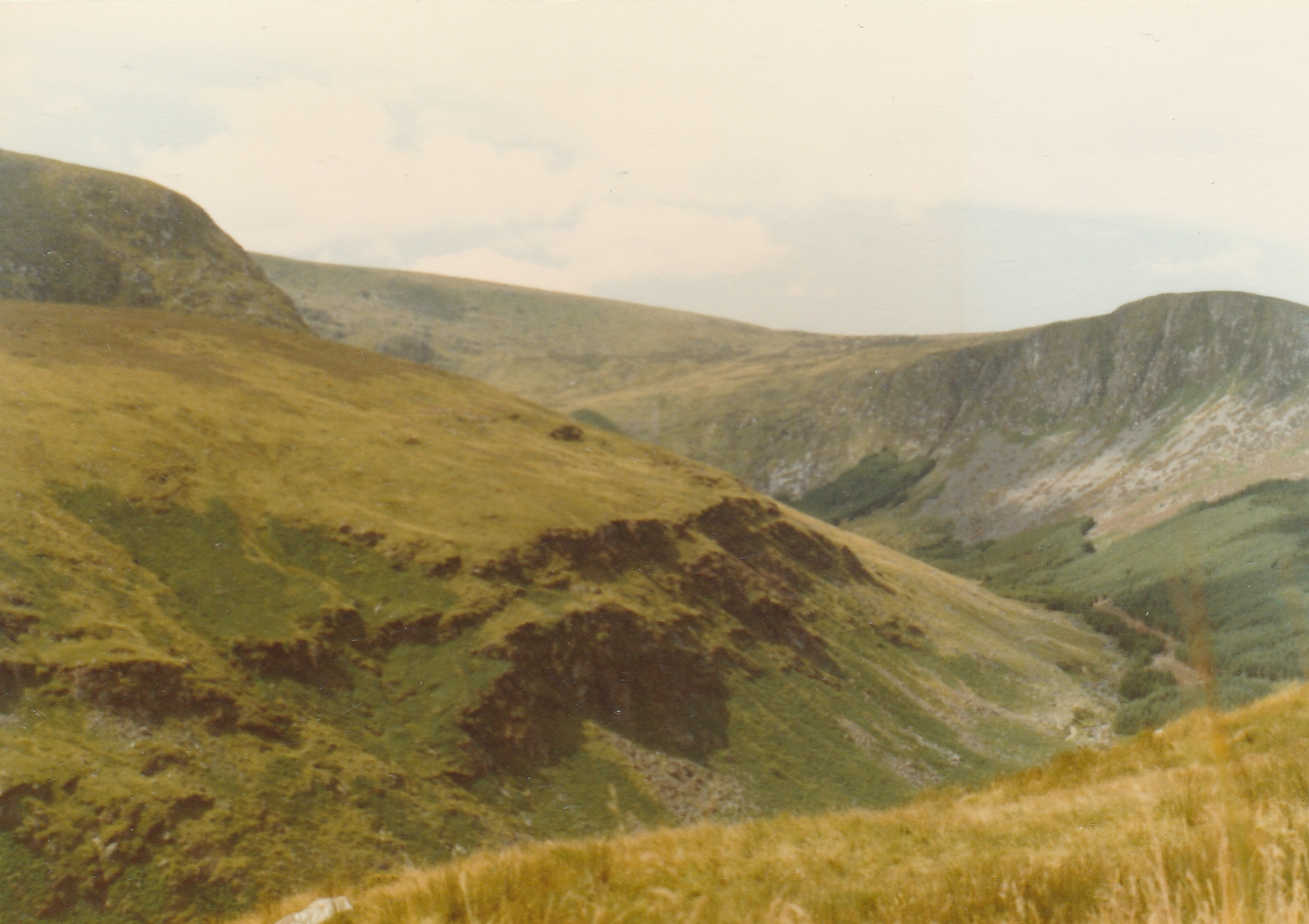
Fraughan Rock Glen